# NGC 505
NGC 505 (другие обозначения — UGC 924, MCG 1-4-41, ZWG 411.41, PGC 5036) — линзообразная галактика (S0) в созвездии Рыбы.
Описывается Дрейером как «очень слабый, очень маленький и звёздный объект».
Предположительно, является членом группы галактик NGC 524. Данная идентификация осложнена определением скорости движения данного объекта.
Этот объект входит в число перечисленных в оригинальной редакции «Нового общего каталога».